# Hufcowa
Osiedle Hufcowa, osiedle Botanik – osiedle w Łodzi, na Polesiu, stanowiące część większego osiedla Retkinia. 
Administracyjnie osiedle Hufcowa wchodzi w skład osiedla Karolew-Retkinia Wschód.

## Ludność

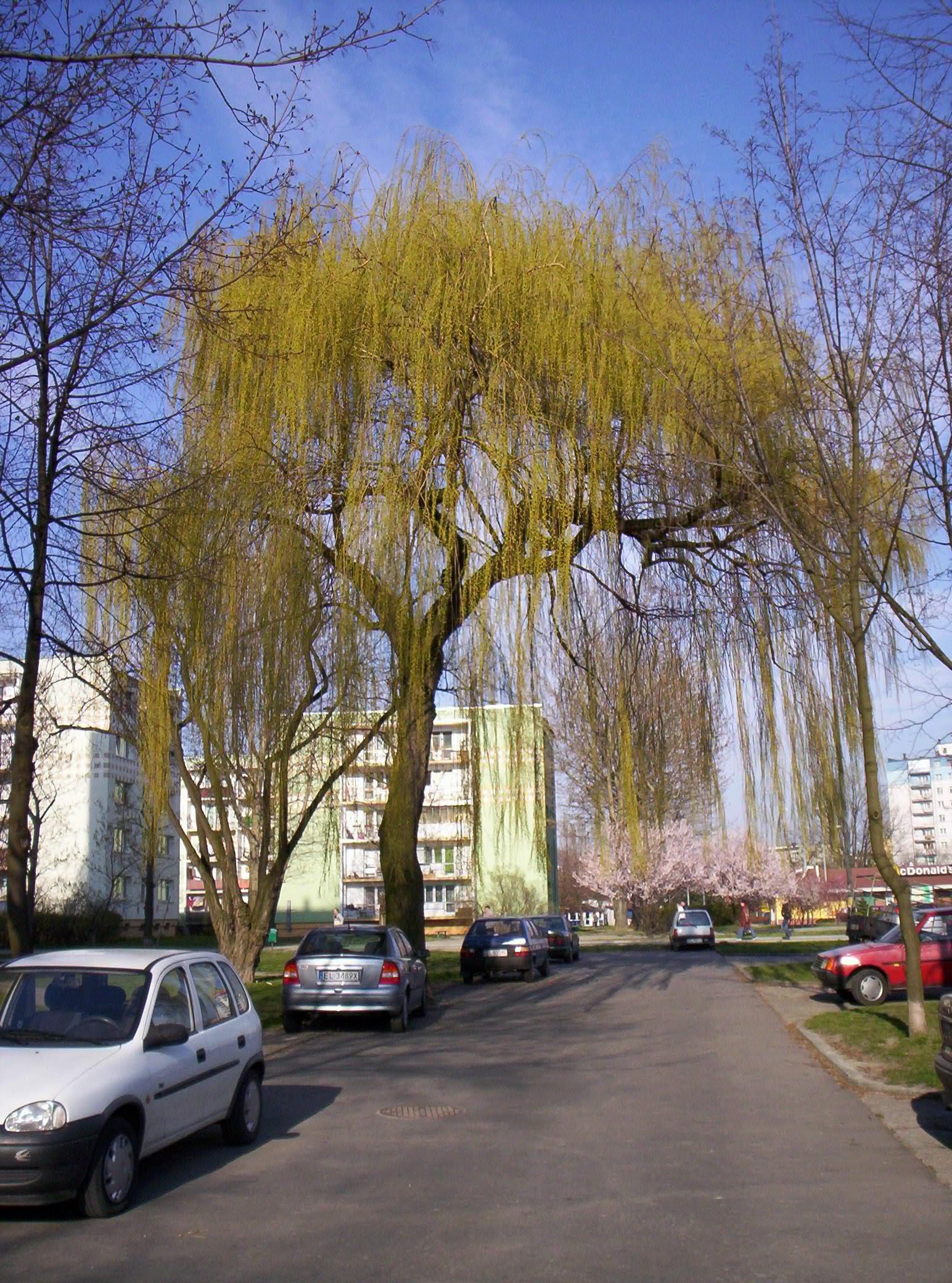
Wiosna na Hufcowej

Na osiedlu zamieszkuje około 10 tys. osób. W 2002 r. 10 054 osoby mieszkały w blokach administrowanych przez Retkińską Spółdzielnię Mieszkaniową „Botanik” (spośród nich 4599 osób to członkowie tej spółdzielni; stan na 31 grudnia 2002 r.). Od tego czasu liczba mieszkańców osiedla (podobnie jak całej Łodzi), nieco spadła. Oprócz osób zamieszkujących w budynkach wielorodzinnych kilkadziesiąt osób żyje w jednorodzinnych domach pozostałych z czasów, kiedy obszar obecnego osiedla stanowił podłódzką wieś.

## Nazwa
Nazwa osiedla pochodzi od nazwy znajdującej się na tym terenie ulicy Hufcowej. 
Alternatywna nazwa osiedla – Botanik pochodzi od nazwy spółdzielni mieszkaniowej zarządzającej budynkami wielorodzinnymi na tym podosiedlu (Retkińska Spółdzielnia Mieszkaniowa Botanik), której nazwa z kolei nawiązuje do znajdującego się w pobliżu łódzkiego Ogrodu Botanicznego.

## Historia
Aż do początku lat 70. tereny te były obszarem raczej wiejskim (jedynie wzdłuż ulicy Retkińskiej istniała podmiejska zabudowa), aczkolwiek włączonym administracyjnie w skład miasta (co nastąpiło po II wojnie światowej). W końcu lat 60. władze miasta wytypowały te tereny jako miejsce budowy nowoczesnego osiedla mieszkaniowego, kilka lat później wysiedlono większość dawnych mieszkańców, wyburzono zabudowania (pozostawiając tylko położone przy ulicy Retkińskiej nowsze domu z lat 50. i 60.), a w ich miejsce postawiono bloki.

## Granice i okolica
Podosiedle to znajduje się w północnej części Retkini.
Osiedle ma kształt pięciokąta, a za jego granice przyjmuje się ulice: Armii Krajowej, Kusocińskiego, Retkińska i Wyszyńskiego (w czasie budowy osiedla, jak też przez pewien czas w okresie późniejszym (do 1990 roku ulice te nosiły nazwy, odpowiednio: Dzierżyńskiego, Kusocińskiego, Retkińska i Marchlewskiego).
Na północ od osiedla Hufcowa znajduje się Ogród Botaniczny im. Jakuba Mowszowicza oraz obszary dawnych pól. 

## Charakter osiedla
Osiedle Hufcowa składa się, podobnie jak zdecydowana większość Retkini, w głównej mierze z cztero-, dziesięcio- i jedenastopiętrowych bloków z wielkiej płyty, zbudowanych w 2. połowie lat 70., a ponadto kilku podobnych bloków dobudowanych w latach 80. Poza nimi na osiedlu stoi kilka nowych budynków wielorodzinnych, o podwyższonym standardzie, z cegieł i pustaków, zbudowanych w końcu XX w.
W ostatnich latach zdecydowana większość bloków została ocieplona i pomalowana.
Na osiedlu istnieją m.in. przedszkole, szkoła podstawowa, stacja benzynowa, liczne większe i mniejsze sklepy oraz punkty usługowe, apteki, puby, restauracja McDonald’s itd.
Przy osiedlu biegną trasy kilku linii autobusowych i tramwajowych.
- tramwajowe: 10A, 10B, 12, 14 (kursuje w weekendy i święta) oraz 18 (kursuje w dni robocze);
- autobusowe: 55, 76, 80, 99 oraz nocna: N2

W sąsiedztwie osiedla przebiegają również linie autobusowe: 69A/69B, 86A/86B, zgierska 6 oraz nocna N7A/N7B.